# Інгульський міст
Інгу́льський міст (Інгу́льний міст) — розвідний міст через річку Інгул у місті Миколаїв (Україна), призначений для пропуску суден з Миколаївського суднобудівного заводу.

## Розташування
З'єднує центр міста з вулиці Аркасівської з мікрорайоном Соляні, де переходить в проспект Героїв України.

## Технічні характеристики
Загальні характеристики:

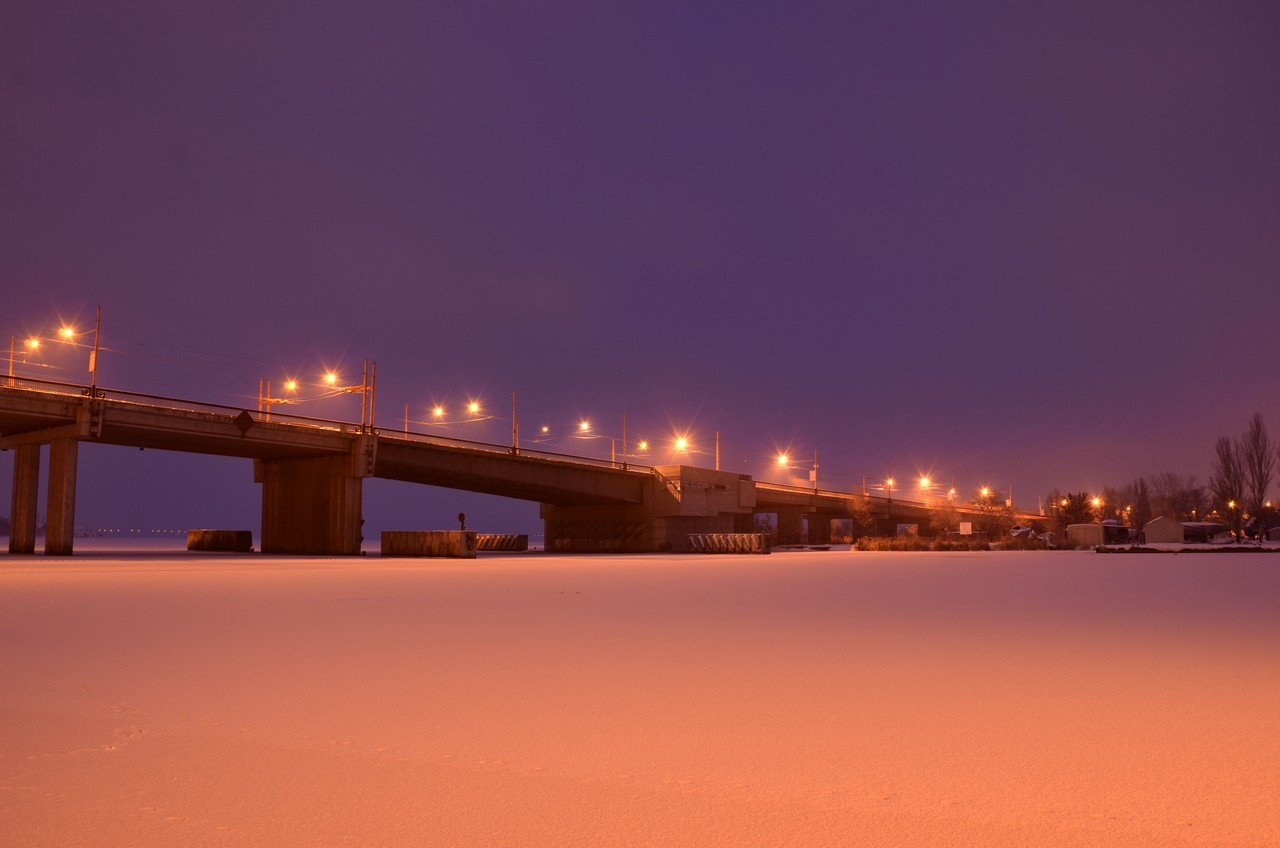
Інгульський міст взимку вночі

- Довжина Інгульського моста становить 422 м, ширина — 18,5 м (4 автодорожні смуги, два тротуари завширшки 2,25 м).

- Розвідний прогін, який забезпечує габарит 55 м, заввишки 60 м — керується гідравлічними циліндрами.
- Схема: 5 * 33 м + розвідний прогін 76,25 м + 7 * 33 м.
- Фундаменти — на оболонках діаметром 0,6 м.
- Тіло опор —збірно-монолітне.

Споруди прогону:
- Естакадна частина — 33-х-метрові збірні залізобетонні з напруженням на переду балки.
- Річищний прогін завдовжки 76,25 м — розвідний, сталевий, однокрилий з противагою, яка порівняна з вагою розвідного прогону, що дозволяє розвести міст, навіть, вручну.

До 1996 року Інгульський міст був мостом з найбільшою розвідною частиною в Європі, зараз він поступається менш як на 6 метрів мосту в Роттердамі.

## Історія зведення

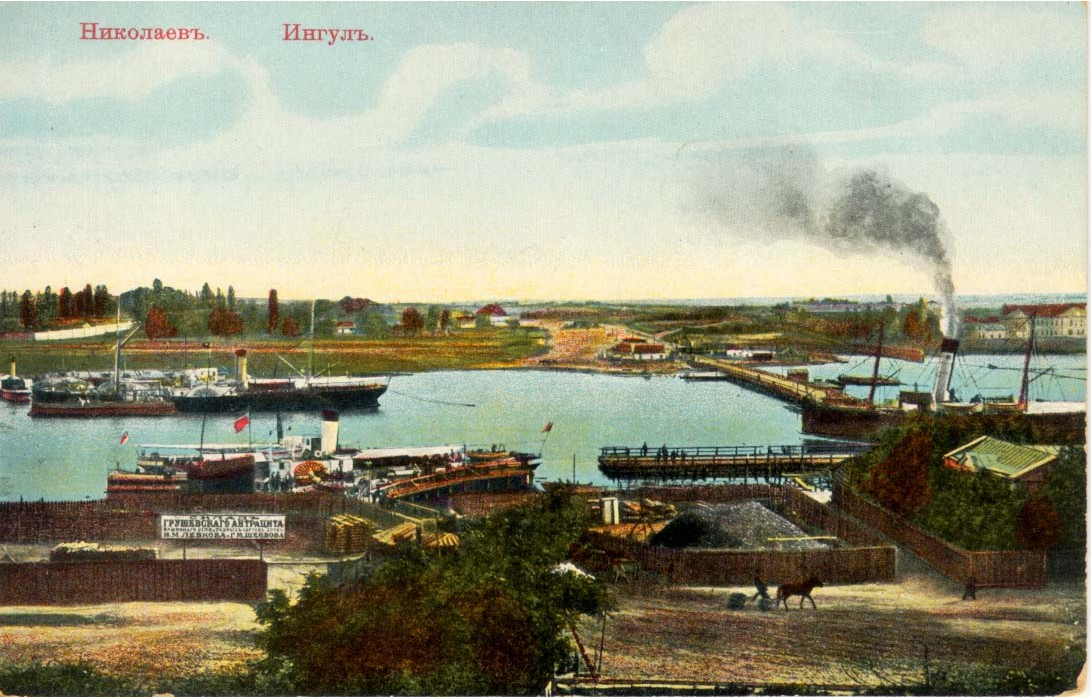
Вигляд на Інгул і старий Інгульський міст у Миколаєві на старій листівці

Перший міст через Інгул збудовано у 1792—1795 роках як наплавний, прокладений на понтонах.
Сучасний міст зведено у 1974—1980 роках. Інгульський міст перебуває на шляху руху суден до доків суднобудівного заводу ім. 61-го комунара. Його зробили розвідним саме з метою пропуску суден для ремонту чи спорудження.
Урочисте відкриття мосту відбулося 6 листопада 1981 року за присутності міської влади, преси та городян. Довжина Інгульського мосту складає 422 метри, а ширина майже 19 метрів. Міст має пішохідну частину з обох боків посту та проїжджу частину з тролейбусною лінією. Міст повідомляє між собою мікрорайон Соляні та передмістя та Миколаїв. Звідна частина моста має вертикальну однокрильну конструкцію і її довжина становить 76 метрів.
Спроєктовано міст проєктними інститутами Ленгипромтроймост і київською філією Союздорпроекту. Збудовано Мостопотягом № 444 Мостобуду № 1 (зараз — Мостозагін № 73) під керівництвом лауреата Ленінської премії Льва Георгійовича Карелі, що до того вже керував зведенням Варваровського мосту у Миколаєві.
Мостовий перехід перетинає річку Інгул від вулиці Пушкінської до мису «Стрілка» і по естакаді крутим поворотом виходить на Проспект Героїв України (тоді Київське шосе). Він ніби «розрізає» розташований за річкою парк «Перемоги» на дві частини. Об'єднує дві «розрізані» мостом частини парку підземний пішохідний перехід, що став першим і на довгі роки єдиним підземним переходом у Миколаєві.
31 грудня 1982 року відбувся пуск тролейбуса через Інгульський міст. Через нього пустили новий 6-й тролейбусний маршрут від парку «Народний сад» (до 2016 року — парк імені Петровського) до підприємства «Облсільгосптехніка». Для цього, на мосту довелося спорудити спеціальні розвідні конструкції контактної мережі тролейбуса на випадок розводки моста. До того, подібні конструкції в СРСР використовувалися лише на розвідних мостах через Неву у Ленінграді.

## Інциденти
- У середині 1980-х років якийсь плавучий засіб врізався в проліт, що безпосередньо межує з розвідною частиною. Проліт отримав механічні пошкодження. Рух по мосту було перекрито на три дні. Транспорт пропускали через міст Миколаївського суднобудівного заводу (старий Інгульський міст). Одну секцію прольоту довелося замінити. Пошкоджену частину мосту, просто опустили плавкранами в річку біля набережної, там де раніше був Дикий пляж.
- У 1990-х мимовільно спрацював підіймальний механізм і міст почав розводитися. Після цього на розвідній частині моста, деякий час перебували бетонні блоки, які при розводці прибирали краном на нерухому частину.
- 4 березня 2008 року, під час виведення судна з акваторії Миколаївського суднобудівного заводу, виготовленого на замовлення іспанських клієнтів, проліт Інгульського мосту, що перебував у розведеному стані, несподівано почав опускатися. Команди обох буксирів, що виводили судно, застосували екстрені заходи для його зупинки. Буксир, що йшов ззаду, зумів відпрацювати «повний назад» — і тільки завдяки цьому, вдалося уникнути зіткнення з мостом. Інцидент стався через проблеми з механізмом, з якого витекло масло, і гідравліка відмовила.
- 16 вересня 2015 року зірвалася з першої спроби розводка Інгульського мосту, для проходження в акваторію ДП «Миколаївський суднобудівний завод» ракетного катера «Прилуки» та корабля морської охорони «Григорій Куроп'ятников».[2] Подія сталася через неправильно виконані ремонтні роботи асфальтного покриття мосту. Робітники не зняли старий асфальт з мосту, просто поклавши на нього новий асфальт. У підсумку, відбулося перенавантаження розвідної частини мосту. Після того як зайвий баласт був знятий з мосту, його вдалося розвести під ранок наступного дня.[3]

## Галерея

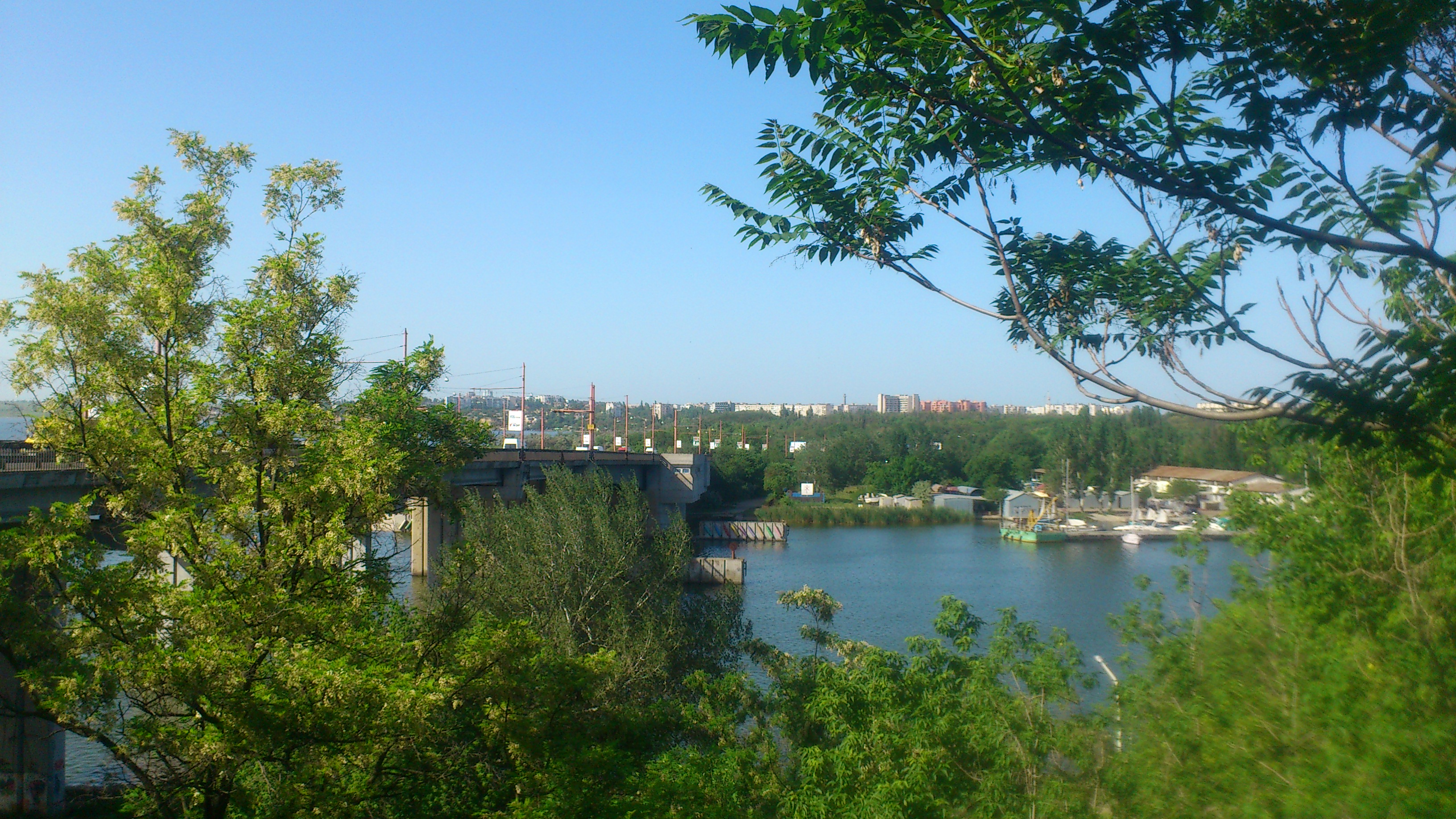
Інгульський міст з Флотського бульвару
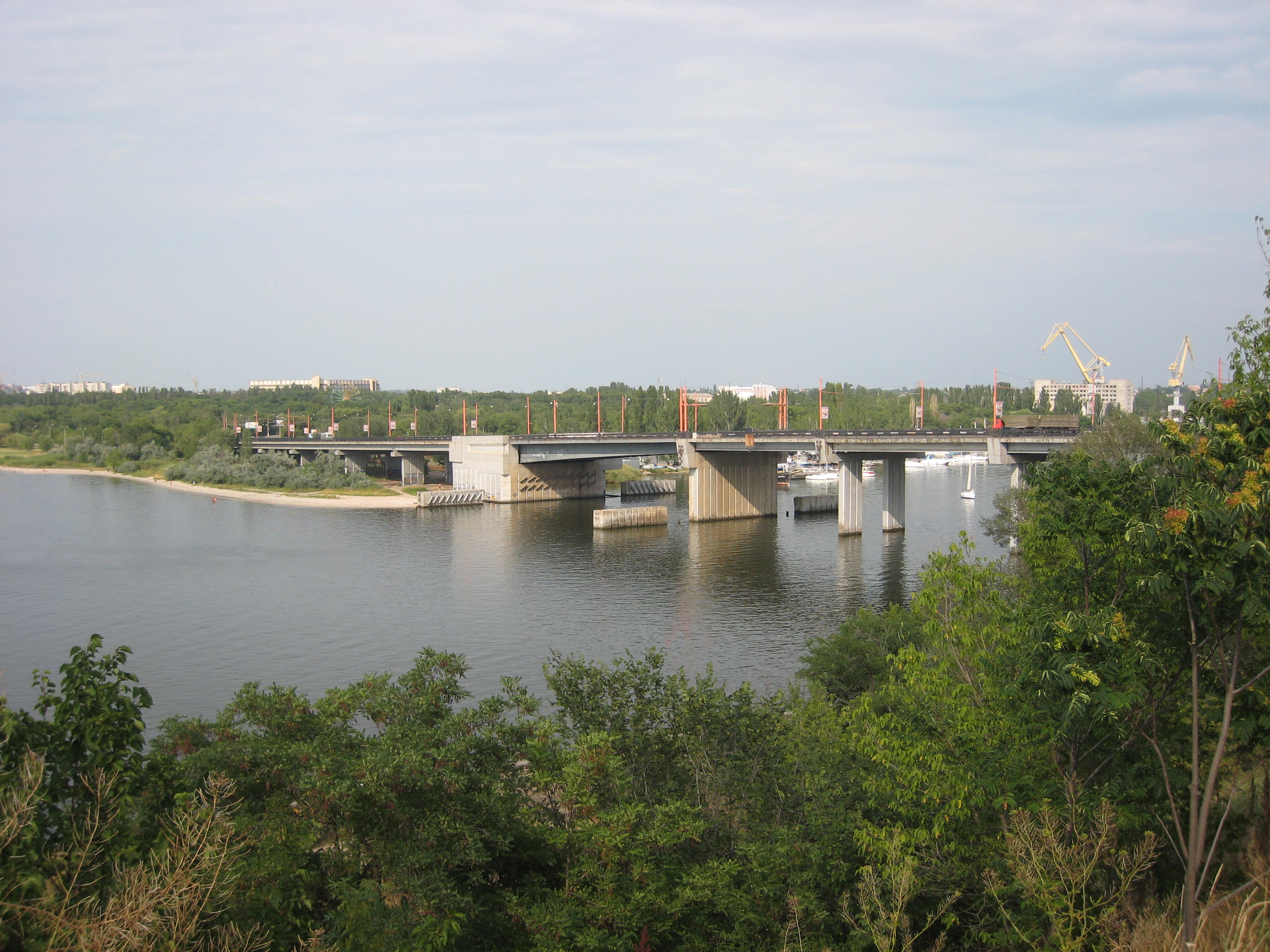
Інгульський міст, липень 2008 року
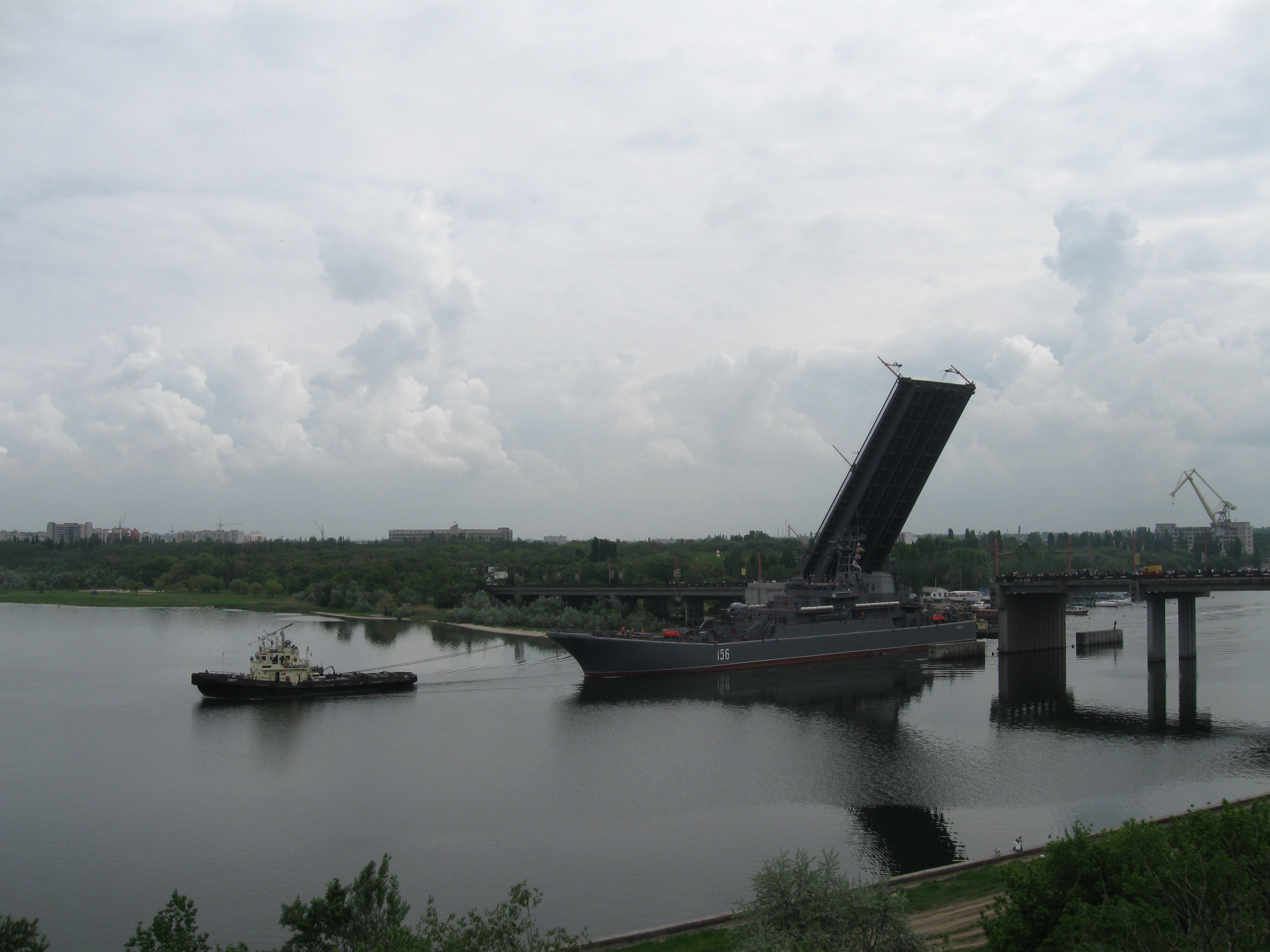
Великий десантний корабель «Ямал» проходить під Інгульським мостом